# Забихи, Абдул Рахман
Абду́л Рахма́н Забихи́ (курд. Ebdurrehman Zebîhî, Ebdul Rehmaní Zebíhí, 1920—1980) — курдский поэт, писатель, журналист, лингвист, политик.

## Биография
Родился в Мехабаде на территории Иранского Курдистана. Свободно владел курдским, арабским, фарси и турецким. Также выучил английский, французский и русский.
Являлся членом руководства «Komelley Jhiyanewey Kurdistan» — первой националистической политорганизации Восточного Курдистана (Иран). Был главным редактором курдского журнала «Níshtiman», который издавался с июля 1943 до весны 1944 года (всего вышло 9 номеров). Также редактировал газету
В период существования Мехабадской республики в 1946 году играл активную роль в её политической жизни. После падения республики бежал в Южный Курдистан (Королевство Ирак), где принял участие в освободительном движении. Был членом политбюро Демократической партии Курдистана и редактировал её газету «Xebat». Затем проживал в Сирии. Со свержением шаха в 1979 году, вернулся в Иран, однако после подавления восстания в Восточном Курдистане в 1980 году, вынужден был бежать в Багдад.
С 1981 года дальнейшая судьба Забихи неизвестна.

## Творчество
Писал стихи антиимпериалистической направленности. В романе «Записки вора» (1958) разоблачал буржуазную идеологию. Поэма «Сторонники мира в селениях» (1959) посвящена борцам за мир.

## Научная деятельность
Занимался курдской лексикографией и диалектологией. Является автором одного из лучших толковых словарей курдского языка. Он планировал выпустить 10-томное издание, но вышло только первые 2 тома.